# Aboriginal Tent Embassy

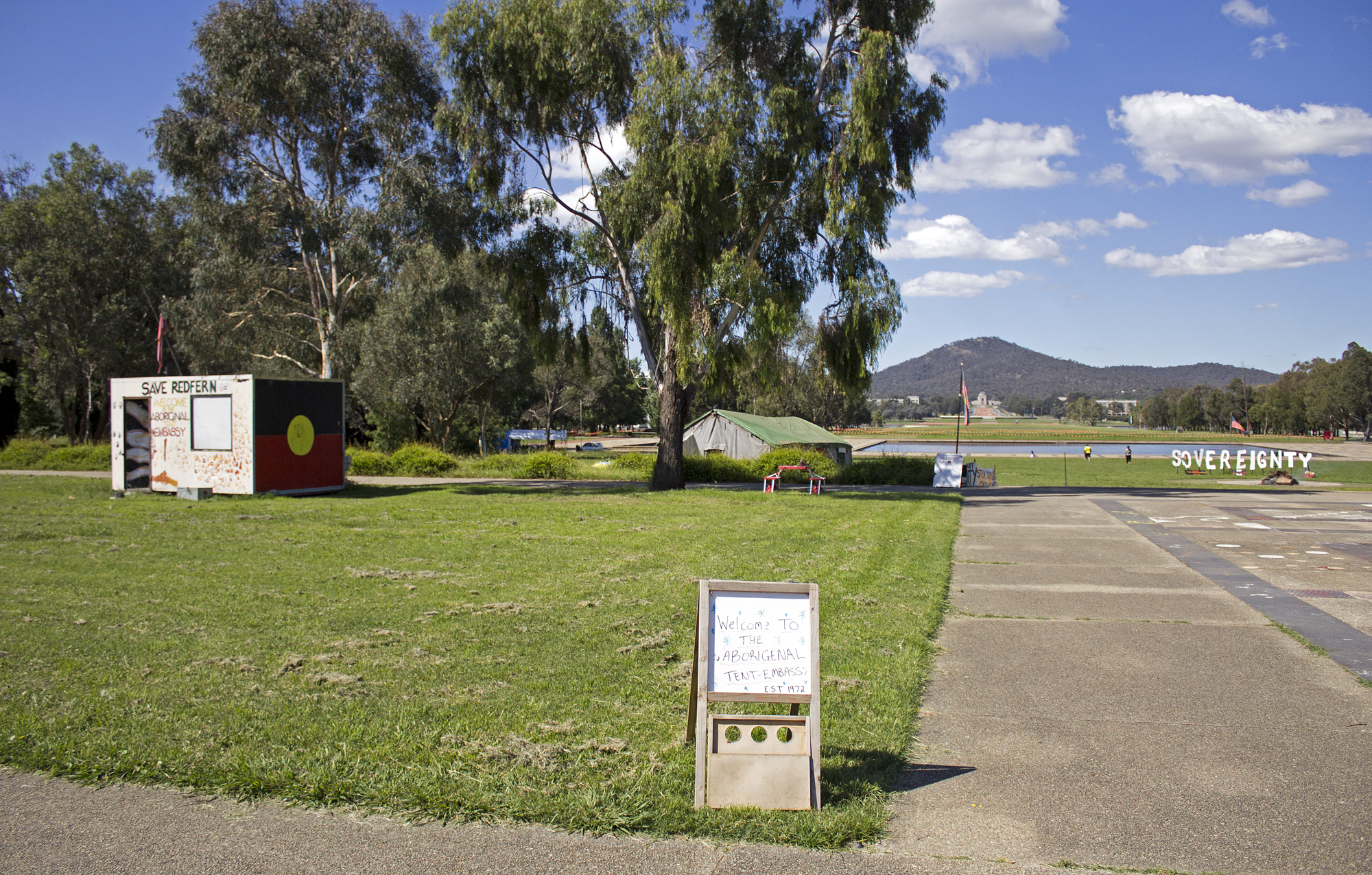
La Tenda dell'ambasciata aborigena.

La Aboriginal Tent Embassy (la Tenda dell'ambasciata aborigena) è una controversa assemblea semi-permanente costituita per la difesa dei diritti politici e civili degli aborigeni australiani. Animata da numerosi gruppi di attivisti, si trova sul prato antistante il vecchio parlamento di Canberra, la capitale australiana. Il governo australiano non la considera un interlocutore ufficiale delle comunità aborigene.

## Storia

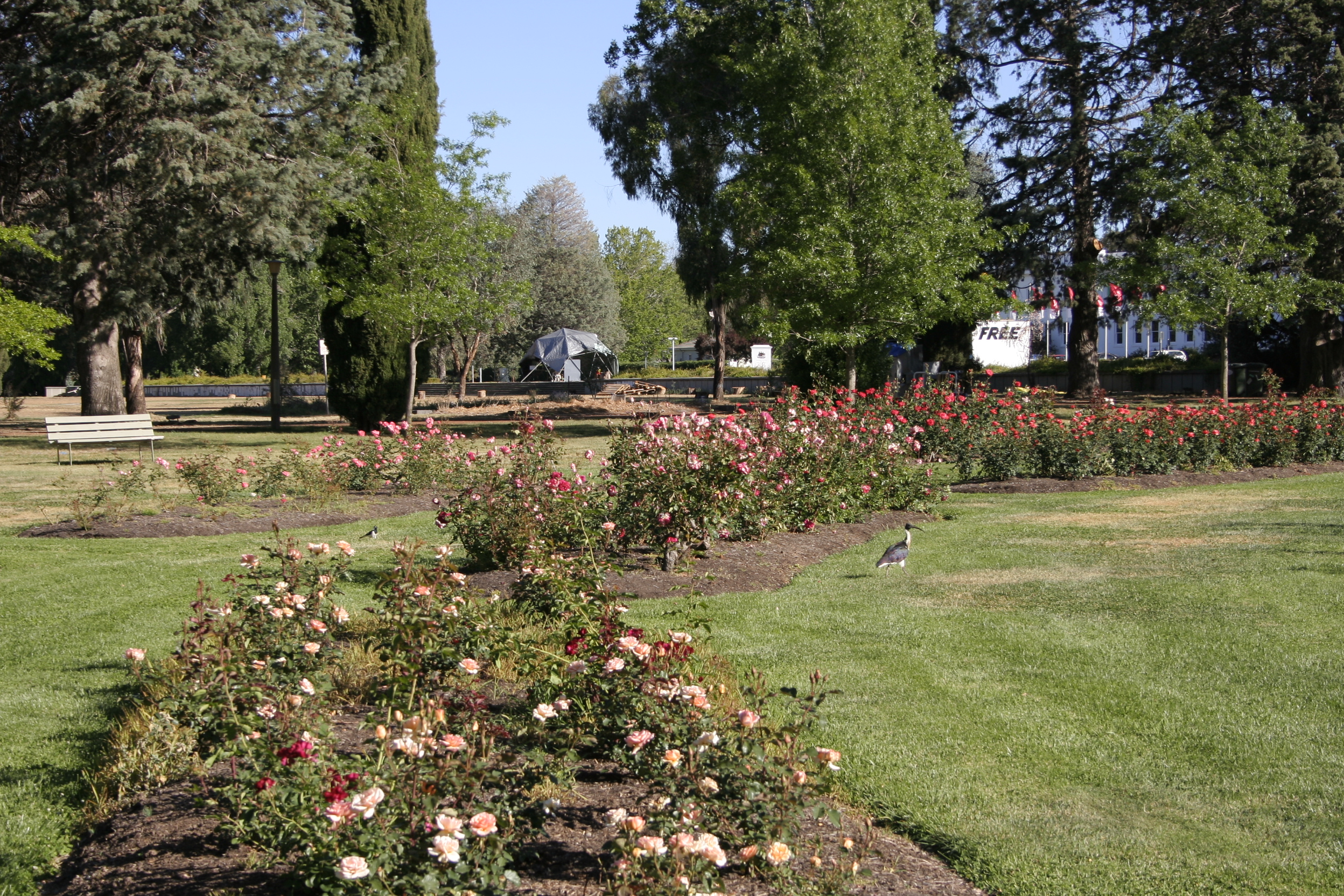
La Tenda dell'ambasciata aborigena, nei pressi della vecchia sede del parlamento australiano, a Canberra.

La tenda fu eretta il 26 gennaio 1972, in contestazione al discorso tenuto in occasione dell'Australia Day dal primo ministro William McMahon, che aveva ribadito il rifiuto del Governo di riconoscere agli Aborigeni i diritti di proprietà sulle terre da loro tradizionalmente occupate, mentre aveva proposto di concedere loro, in usufrutto, le terre contese “a patto che essi dimostrassero l'intenzione e la capacità di farne un uso ragionevolmente proficuo dal punto di vista economico e sociale”, rinunciando al contempo ad ogni prerogativa in campo minerario e ambientale.
In protesta alla soluzione proposta dal Governo, gruppi di Aborigeni da tutta l'Australia si riunirono in assemblea, prepararono un documento con una lista di richieste rifiutandosi di andarsene fino al loro accoglimento.
La tenda è lì da ormai trentatré anni e per tutto questo tempo è stata fonte di controversia; circa ogni anno le autorità hanno tentato di sgomberarla. Oltre alla pressione politica, la "tenda" è stata anche oggetto di ostilità da parte dell'opinione pubblica, è stata data alle fiamme quattro volte, la più recente nel luglio 2005.
Un importante simbolo tenuto vivo presso la "tenda" è quello del fuoco sacro, una fiamma che arde ininterrottamente dal 1994 a rappresentare pace, giustizia e sovranità.
Nel 1987 la Aboriginal Tent Embassy è stata inserita nell'elenco del patrimonio nazionale australiano, il Natural Heritage Trust, come unico sito riconosciuto nell'intera nazione a rappresentanza della lotta politica delle popolazioni australiane aborigene .
Quando i giochi olimpici del 2000 giunsero a  Sydney, gli aborigeni piantarono una seconda "tenda-ambasciata" sul terreno dei giochi. La dimostrazione pacifica divenne parte dello spettacolo con molti atleti che offrirono solidarietà e parteciparono ad alcuni falò rituali.
Un'altra "tenda-ambasciata" è stata saltuariamente presente negli ultimi anni nel Victoria Park di Sydney. Vi sono altre "tende-ambasciata" in Australia: oltre a quella a Canberra ve ne sono tre a Wollongong e una in Tasmania.
Il 26 gennaio 2012 il primo ministro australiano Julia Gillard e i leader dell'opposizione Tony Abbott presenziavano ad un evento presso il Lobby Restaurant vicino alla Tent Embassy quando il ristorante è stato circondato da circa 200 manifestanti, irritati dai commenti fatti da Abbott nella mattinata sul ruolo dell'Embassy, definito non più rilevante. Gillard e Abbott hanno dovuto essere scortati fuori dal ristorante dalla polizia.

## Temi
L'Aboriginal Tent Embassy promuove la campagna per la "sovranità aborigena". Tra le sue richieste vi sono i diritti di proprietà e di sfruttamento di terre e siti minerari, il controllo politico ed amministrativo di alcuni luoghi ritenuti sacri e la compensazione per la terra sottratta dai coloni europei. Tali richieste sono state finora rifiutate.
Il gruppo di attivisti si descrive come l'ambasciata di una nazione di popoli allontanata dalle terre ingiustamente occupate dal governo australiano; tale definizione è contestata dal governo australiano e la questione è tuttora oggetto di controversia nel dibattito politico australiano.
Nell'agosto del 2005 è stata annunciata una consultazione nazionale delle comunità aborigene per stabilire la forma ed il ruolo che la "tenda-ambasciata" dovrà avere nel prossimo futuro.